# Survivor Series (1995)
Survivor Series 1995 est le neuvième Survivor Series, pay-per-view annuel de catch produit par la World Wrestling Entertainment. Il s'est déroulé le 19 novembre 1995 au USAir Arena de Landover (Maryland).
C'était le premier Survivor Series à s'être tenu un dimanche et non pas un mercredi ou jeudi, veille ou jour de Thanksgiving.
En France, cet évènement a fait l'objet d'une diffusion sur Canal+.

## Résultats
- Dark match : The Smokin' Gunns (Billy et Bart) def. The Public Enemy (Rocco Rock et Johnny Grunge)
- (4 contre 4) Survivor Series match: The BodyDonnas (Skip, Rad Radford, Tom Prichard, et The 1-2-3 Kid) (w/Sunny et Ted DiBiase) def. The Underdogs (Marty Jannetty, Hakushi, Barry Horowitz, et Bob Holly) (18:45)

| Élimination # | Catcheur                       | Équipe                         | Éliminé par                    | Manière                                                 | Temps                          |
| ------------- | ------------------------------ | ------------------------------ | ------------------------------ | ------------------------------------------------------- | ------------------------------ |
| 1             | Tom Prichard                   | The BodyDonnas                 | Bob Holly                      | Tombé après un flying crossbody                         | 5:17                           |
| 2             | Bob Holly                      | The Underdogs                  | Skip                           | Tombé sur un rollup                                     | 5:23                           |
| 3             | Hakushi                        | The Underdogs                  | Rad Radford                    | Tombé après un spinning heel kick du 1-2-3 Kid          | 8:10                           |
| 4             | Rad Radford                    | The BodyDonnas                 | Barry Horowitz                 | Tombé sur un petit paquet                               | 11:26                          |
| 5             | Barry Horowitz                 | The Underdogs                  | 1-2-3 Kid                      | Tombé après un snap legdrop                             | 12:25                          |
| 6             | Skip                           | The BodyDonnas                 | Marty Jannetty                 | Tombé après une powerbomb du haut de la troisième corde | 15:02                          |
| 7             | Marty Jannetty                 | The Underdogs                  | 1-2-3 Kid                      | Tombé après une intervention de Sid                     | 18:45                          |
| Survivant:    | The 1-2-3 Kid (The BodyDonnas) | The 1-2-3 Kid (The BodyDonnas) | The 1-2-3 Kid (The BodyDonnas) | The 1-2-3 Kid (The BodyDonnas)                          | The 1-2-3 Kid (The BodyDonnas) |
- (4 contre 4) Survivor Series match: Bertha Faye, Aja Kong, Tomoko Watanabe, et Lioness Asuka (w/Harvey Wippleman) def. Alundra Blayze, Kyoko Inoue, Sakie Hasegawa, et Chaparita Asari (10:01)

| Élimination # | Catcheur             | Équipe               | Éliminé par          | Manière                                | Temps                |
| ------------- | -------------------- | -------------------- | -------------------- | -------------------------------------- | -------------------- |
| 1             | Lioness Asuka        | Team Faye            | Alundra Blayze       | Tombé après une German Suplex.         | 1:41                 |
| 2             | Sakie Hasegawa       | Team Blayze          | Aja Kong             | Tombé après une Back Suplex Drop       | 3:58                 |
| 3             | Chaparita Asari      | Team Blayze          | Aja Kong             | Tombé après un Flying Splash.          | 4:25                 |
| 4             | Kyoko Inoue          | Team Blayze          | Aja Kong             | Tombé après un Bonsai Drop             | 5:02                 |
| 5             | Tomoko Watanabe      | Team Faye            | Alundra Blayze       | Tombé après un piledriver              | 6:30                 |
| 6             | Bertha Faye          | Team Faye            | Alundra Blayze       | Tombé après une Bridging German Suplex | 7:11                 |
| 7             | Alundra Blayze       | Team Blayze          | Aja Kong             | Tombé après un Uraken Punch            | 10:01                |
| Survivant:    | Aja Kong (Team Faye) | Aja Kong (Team Faye) | Aja Kong (Team Faye) | Aja Kong (Team Faye)                   | Aja Kong (Team Faye) |
- Goldust def. Bam Bam Bigelow(8:18)
  - Goldust a effectué le tombé sur Bigelow après un running bulldog.
- (4 contre 4) Survivor Series match: The Darkside (The Undertaker, Savio Vega, Fatu et Henry Godwinn) (w/Paul Bearer) def. The Royals (King Mabel, Jerry Lawler, Isaac Yankem et Hunter Hearst Helmsley) (w/Sir Mo) (14:21)

| Élimination # | Catcheur                                                   | Équipe                                                     | Éliminé par                                                | Manière                                                    | Temps                                                      |
| ------------- | ---------------------------------------------------------- | ---------------------------------------------------------- | ---------------------------------------------------------- | ---------------------------------------------------------- | ---------------------------------------------------------- |
| 1             | Jerry Lawler                                               | The Royals                                                 | The Undertaker                                             | Tombé après un tombstone piledriver                        | 12:19                                                      |
| 2             | Isaac Yankem                                               | The Royals                                                 | The Undertaker                                             | Tombé après un tombstone piledriver                        | 12:50                                                      |
| 3             | Hunter Hearst Helmsley                                     | The Royals                                                 | The Undertaker                                             | Tombé après un chokeslam                                   | 13:35                                                      |
| 4             | Mabel                                                      | The Royals                                                 | Personne                                                   | Décompte à l'extérieur                                     | 14:21                                                      |
| Survivants:   | Undertaker, Savio Vega, Fatu, Henry Godwinn (The Darkside) | Undertaker, Savio Vega, Fatu, Henry Godwinn (The Darkside) | Undertaker, Savio Vega, Fatu, Henry Godwinn (The Darkside) | Undertaker, Savio Vega, Fatu, Henry Godwinn (The Darkside) | Undertaker, Savio Vega, Fatu, Henry Godwinn (The Darkside) |
- (4 contre 4) Survivor Series match: Shawn Michaels, Ahmed Johnson, Davey Boy Smith, et Sycho Sid (w/Ted DiBiase et Jim Cornette) def. Yokozuna, Owen Hart, Razor Ramon, et Dean Douglas (w/Mr. Fuji et Jim Cornette) (27:24)

| Élimination # | Catcheur                                 | Équipe                                   | Éliminé par                              | Manière                                                        | Temps                                    |
| ------------- | ---------------------------------------- | ---------------------------------------- | ---------------------------------------- | -------------------------------------------------------------- | ---------------------------------------- |
| 1             | Dean Douglas                             | Team Yokozuna                            | Shawn Michaels                           | Tombé sur roll-up après avoir été attaqué par Razor Ramon      | 7:30                                     |
| 2             | Sycho Sid                                | Team Michaels                            | Razor Ramon                              | Tombé après que Shawn Michaels a frappé Sid avec son Superkick | 16:18                                    |
| 3             | Owen Hart                                | Team Yokozuna                            | Ahmed Johnson                            | Tombé après un sit down powerbomb                              | 21:49                                    |
| 4             | Razor Ramon                              | Team Yokozuna                            | Davey Boy Smith                          | Tombé après un running powerslam                               | 24:08                                    |
| 5             | Yokozuna                                 | Team Yokozuna                            | Ahmed Johnson                            | Tombé après un splash                                          | 27:24                                    |
| Survivants:   | Michaels, Johnson, Smith (Team Michaels) | Michaels, Johnson, Smith (Team Michaels) | Michaels, Johnson, Smith (Team Michaels) | Michaels, Johnson, Smith (Team Michaels)                       | Michaels, Johnson, Smith (Team Michaels) |
- Bret Hart def. Diesel dans un Match sans disqualification pour remporter le WWF Championship (24:54)
  - Hart a effectué le tombé sur Diesel avec un petit paquet après avoir prétendu être inconscient.
  - Après le match, Diesel attaquait les arbitres et fait 2 Powerbomb à Hart.